# Elecciones municipales de 2019 en Lorca
Las elecciones municipales de 2019 se celebraron en Lorca el domingo 26 de mayo, de acuerdo con el Real Decreto de convocatoria de elecciones locales en España dispuesto el 1 de abril de 2019 y publicado en el Boletín Oficial del Estado el 2 de abril. Se eligieron los 25 concejales del pleno del Ayuntamiento de Lorca, a través de un sistema proporcional (método d'Hondt), con listas cerradas y un umbral electoral del 5 %.

## Candidaturas
En abril de 2019 fueron proclamadas 8 candidaturas.

## Resultados
Los resultados completos correspondientes al escrutinio definitivo se detallan a continuación:
| Candidatura                    | Candidatura                              | Votos  | %                               | Escaños                         |
| ------------------------------ | ---------------------------------------- | ------ | ------------------------------- | ------------------------------- |
|                                | Partido Popular (PP)                     | 14 473 | 37,40                           | 10                              |
|                                | Partido Socialista Obrero Español (PSOE) | 13 957 | 36,07                           | 10                              |
|                                | Izquierda Unida - Verdes (IU-Verdes)     | 2953   | 7,63                            | 2                               |
|                                | Vox (VOX)                                | 2920   | 7,55                            | 2                               |
|                                | Ciudadanos-Partido de la Ciudadanía (Cs) | 2097   | 5,42                            | 1                               |
| Podemos-Equo                   | Podemos-Equo                             | 1093   | 2,82                            | 0                               |
| Ciudadanos de Lorca (Ciudalor) | Ciudadanos de Lorca (Ciudalor)           | 634    | 1,64                            | 0                               |
| Somos Región                   | Somos Región                             | 387    | 1,00                            | 0                               |
| Votos en blanco                | Votos en blanco                          | 179    | 0,46                            | n/a                             |
| Votos válidos                  | Votos válidos                            | 38 693 | 100,00                          | 25                              |
| Votos nulos                    | Votos nulos                              | 219    | Participación: \| \| 63,82 % \| | Participación: \| \| 63,82 % \| |
| Votantes                       | Votantes                                 | 38 912 | Participación: \| \| 63,82 % \| | Participación: \| \| 63,82 % \| |
| Electores                      | Electores                                | 60 970 | Participación: \| \| 63,82 % \| | Participación: \| \| 63,82 % \| |
|                                | 63,82 %                                  |        |                                 |                                 |

## Concejales electos
Relación de concejales electos:
| N.º | Nombre                            | Fotografía | Lista | Lista     |
| --- | --------------------------------- | ---------- | ----- | --------- |
| 1   | Fulgencio Gil Jódar               |            |       | PP        |
| 2   | Diego José Mateos Molina          |            |       | PSOE      |
| 3   | María Teresa Martínez Sánchez     |            |       | PP        |
| 4   | María Dolores Chumillas Martínez  |            |       | PSOE      |
| 5   | Juan Francisco Martínez Carrasco  |            |       | PP        |
| 6   | José Ángel Ponce Díaz             |            |       | PSOE      |
| 7   | Francisco Javier Martínez Bernal  |            |       | PP        |
| 8   | Irene Jódar Pérez                 |            |       | PSOE      |
| 9   | Pedro Sosa Martínez               |            |       | IU-Verdes |
| 10  | María Carmen Menduiña García      |            |       | VOX       |
| 11  | María de las Huertas García Pérez |            |       | PP        |
| 12  | José Luis Ruiz Guillén            |            |       | PSOE      |
| 13  | Pedro Mondéjar Mateo              |            |       | PP        |
| 14  | Isabel María Casalduero Jódar     |            |       | PSOE      |
| 15  | Francisco Morales González        |            |       | Cs        |
| 16  | Rosa María Medina Mínguez         |            |       | PP        |
| 17  | Antonio Navarro Pérez             |            |       | PSOE      |
| 18  | Juan Miguel Bayonas López         |            |       | PP        |
| 19  | Antonia Pérez Segura              |            |       | PSOE      |
| 20  | María Belén Pérez Martínez        |            |       | PP        |
| 21  | Isidro Abellán Chicano            |            |       | PSOE      |
| 22  | Gloria Martín Rodríguez           |            |       | IU-Verdes |
| 23  | José Martínez García              |            |       | VOX       |
| 24  | Ángel Ramón Meca Ruzafa           |            |       | PP        |
| 25  | María Ángeles Mazuecos Moreno     |            |       | PSOE      |

## Acontecimientos posteriores
Investidura del alcalde
Partido Popular y Partido Socialista empataron en número de concejales (10). Esto obligó a ambos partidos a negociar con el resto de las formaciones que habían obtenido representación. El PSOE logró un acuerdo con Ciudadanos e Izquierda Unida-Verdes, que se cerró la misma mañana antes de la celebración del pleno.
En la votación de investidura que tuvo lugar en la sesión plenaria constitutiva de la corporación municipal celebrada el 15 de junio de 2019, Diego José Mateos resultó elegido alcalde de Lorca con mayoría absoluta de los votos de los concejales (13 votos) al recibir los votos de los grupos municipales de PSOE, Ciudadanos e Izquierda Unida-Verdes; Fulgencio Gil recibió 12 votos por parte de su propio grupo municipal y Vox.
| Candidatos a la alcaldía | Votos |
| ------------------------ | ----- |
| Diego José Mateos Molina | 13/25 |
| Fulgencio Gil Jódar      | 12/25 |